# Roekiah
Roekiah (31. prosince 1917 Bandung – 2. září 1945 Jakarta) byla indonéská herečka a zpěvačka.
Pocházela z umělecké rodiny a vystupovala na veřejnosti již od sedmi let. Zpívala s doprovodem nástroje kroncong, od roku 1932 vystupovala v Palestinské opeře v Batavii, v roce 1936 podnikla turné do Singapuru. Jejím manželem byl herec a hudebník Kartolo, měli pět dětí.
V roce 1937 natočila svůj první film Terang Boelan (Úplněk), který režíroval Albert Balink. Byla nejlépe placenou filmovou hvězdou v zemi a díky své popularitě udávala tón dobové módě.
Jejími nejčastějšími hereckými partnery byli Rd Mochtar a Ismail Djoemala. Celkem natočila devět filmů, většina z nich se však nedochovala. Její kariéru poznamenalo utlumení filmové výroby za japonské okupace. Zemřela v sedmadvaceti letech na následky spontánního potratu.

## Filmografie
- Terang Boelan (1937)
- Fatima (1938)
- Gagak Item (1939)
- Siti Akbari (1940)
- Sorga Ka Toedjoe (1940)
- Roekihati (1940)
- Poesaka Terpendam (1941)
- Koeda Sembrani (1942)
- Ke Seberang (1944)